# Бури, Фридрих
Фридрих (Фриц) Бури (нем. Friedrich (Fritz) Bury; 1763 — 1823) — немецкий художник.

## Биография
Родился 13 марта 1763 года в Ханау в семье Жана Жака Бури (нем. Jean Jacques Bury) и его жены Катарины, урождённой Tessonier.
Начальное художественное образование получил у своего отца в Ханау. Затем учился в Художественной академии Дюссельдорфа (1780—1782) у Иоганна Липса. После этого отправился в Италию, где с 1783 по 1799 год жил Риме и Неаполе, изучая итальянских мастеров. Дружил с немецким художником Иоганном Тишбейном, с которым жил в одной квартире в Корсо. Был знаком с Иоганном Гёте и герцогиней Анной Амалией Брауншвейгской. По возвращении в Германию, Бури работал в Касселе, Веймаре и Дрездене. Затем поселился в Берлине и вошел в общество Gesetzlose Gesellschaft zu Berlin. С 1811 по 1823 год он был членом Прусской академии художеств (ныне Берлинская академия искусств) и регулярно участвовал в берлинских Академических художественных выставках.
Работал маслом и акварелью. Писал преимущественно портреты.
Умер 18 мая 1823 года в Аахене.

Некоторые работы
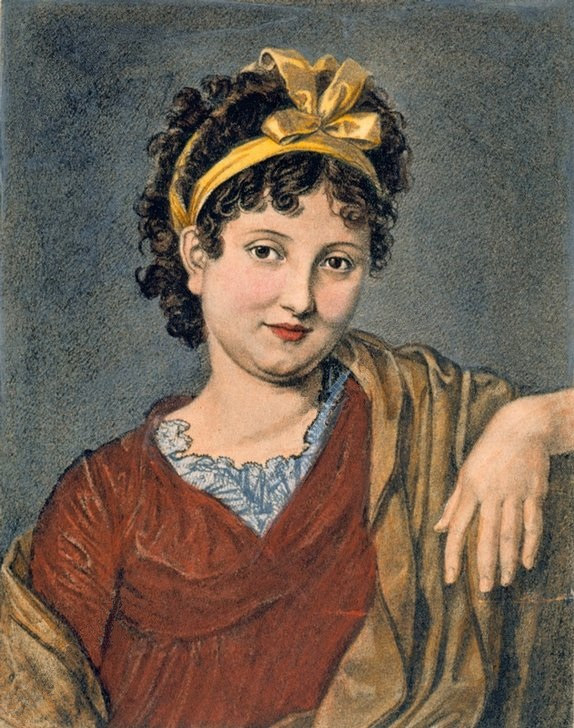
Friederike Vohs
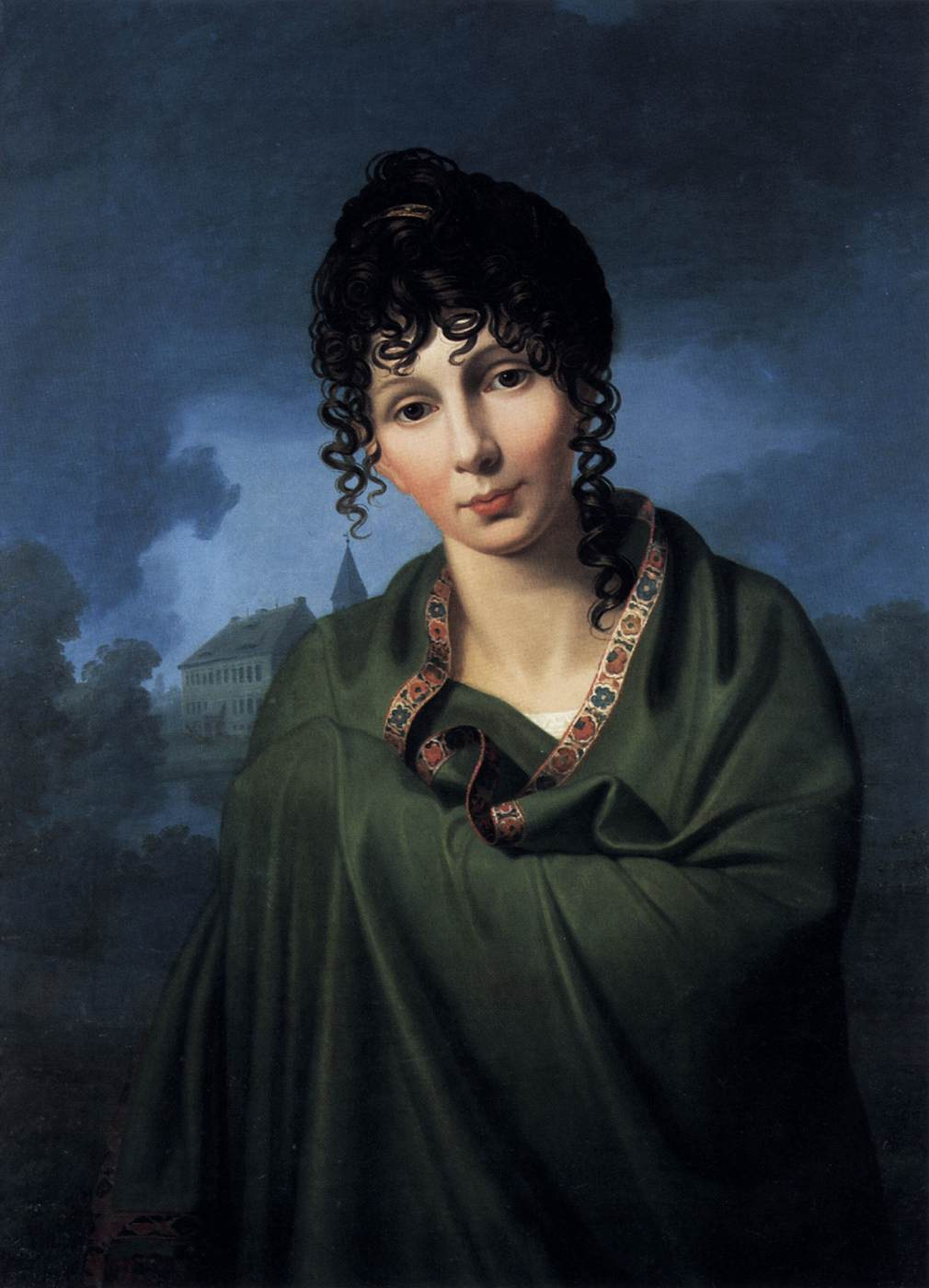
Gräfin Luise von Voss
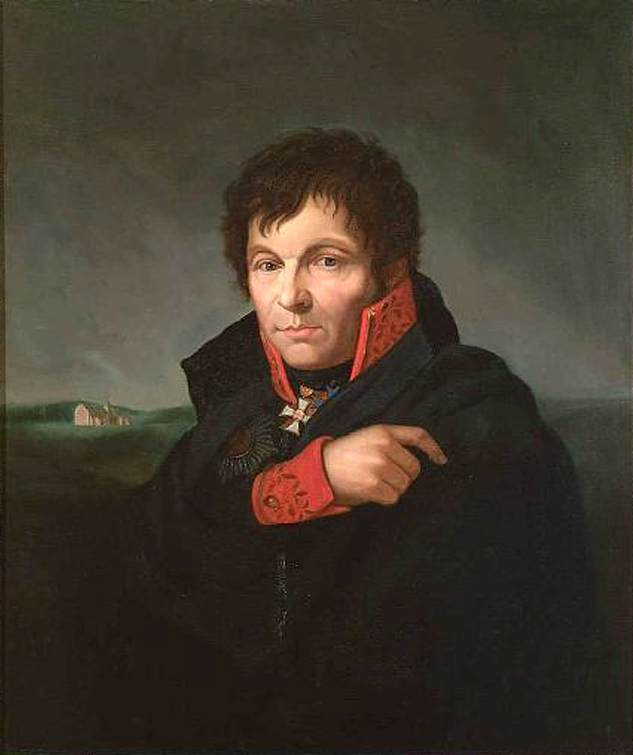
Gerhard von Scharnhorst